# Passo da Maloja
Passo da Maloja   (em francês:  Col de la Maloja) é um  colo de montanha dos Alpes suíços, na Suíça a 1 815 m de altitude, situado no cantão dos Grisões com um comprimento de 43 km e um desnível máximo de 9 %.

## Via romana
A antiga estrada romana faz parte do inventário Suíço dos bens culturais de importância nacional e regional.

## Linha de separação
O Colo da Maloja encontra-se na linha de separação de águas entre o mar Negro e o mar Adriático.